# Jorge Murillo
Jorge Luis del Socorro Murillo Sanabria (* 15. November 1939 in San José) ist ein ehemaliger costa-ricanischer Bogenschütze.

## Karriere
Jorge Murillo belegte bei den Panamerikanischen Spielen 1979 den 15. Platz im Einzel und wurde mit der Mannschaft Sechster. Bei den Olympischen Spielen 1980 belegte er im Einzelwettkampf den 36. Platz.